# Wörbelbächle
Das Wörbelbächle ist ein Hangbach im Gebiet der Gemeinde Fichtenberg im baden-württembergischen Landkreis Schwäbisch Hall. Nach einem 3⁄4 km langen Lauf nach Nordosten mündet es gegenüber dem Bahnhof von Fichtenberg von links in die untere Fichtenberger Rot.

## Geographie

### Verlauf
Das Wörbelbächle entsteht etwa 250 Meter nordöstlich des Weilerrandes von Vorderlangert der Gemeinde Fichtenberg im sich von der dortigen Höhenplattform ins Rottal abfallenden Waldgewann Wörbelhalde auf etwa 450 m ü. NHN.
Der kleine Bach fließt in einer zu Anfang gegabelten, landschaftstypischen Klinge nordostwärts. Im Bett liegen teils Blöcke. Nach etwa 300 Metern und etwa 100 Meter westlich des Fichtenberger Wörbelhöfles verlässt er den Hangwald in eine flacher abfallende Hangwiese. Dort fließt er rund einen Meter breit und zwischen flachen und steilen, teils abbrechenden Ufern in etwas pendelndem und abschnittsweise von Schwarzerlen begleitetem Lauf. Linksseits liegen zunächst ein kleiner Quellsumpf, später Nasswiesen.
Gegen Ende dieses Abschnitts unterquert das Bächle kurz nacheinander zwei Wirtschaftswege und gleich danach die Talsteige der L 1066 von der Schanz herab nach Fichtenberg. Jenseits der Landesstraße fließt es noch 50 Meter nordwärts in einer Baumgalerie neben einem Straßenabzweig, der auf die andere Flussseite hinüberführt. Gleich nach dessen Brücke fließt es auf etwa 343 m ü. NHN gegenüber dem Recyclinggelände am Fichtenberger Bahnhof von rechts in die untere Fichtenberger Rot ein.
Das Wörbelbächle mündet nach weniger als 0,8 km langem Lauf mit mittlerem Sohlgefälle von etwa 130 ‰ rund 97 Höhenmeter unterhalb seines Ursprungs an der oberen Wörbelhalde.

### Einzugsgebiet
Das Einzugsgebiet des Wörbelbächles ist etwa 0,3 km² groß. Es liegt im Naturraum der Schwäbisch-Fränkischen Waldberge, mit dem unteren Teil in dessen Unterraum Gaildorfer Becken, mit dem oberen dagegen im Teilraum Kirnberger Wald des Unterraums Waldgebiet am Mittleren Kocher. Der höchste Punkt an der Südwestspitze liegt im Bereich des Weilers Vorderlangert auf etwa 481 m ü. NHN. Dort gibt es, ebenso wie am Unterlauf ab dem Wörbelshöfle, etwas Wiesengelände, doch am größeren steilen Hangteil Wörbelshalde steht überall Wald. Durch den Weiler Vorderlangert wie das Einzelanwesen Wörbelshöfle läuft jeweils die Wasserscheide, daneben gibt es keine weitere Besiedlung. Beide Orte gehören wie das gesamte Einzugsgebiet zur Gemeinde Fichtenberg.
Jenseits der nordwestlichen Wasserscheide fließt ein namenloser Hangbach etwas flussaufwärts in die Fichtenberger Rot, jenseits der südwestlichen und südlichen etwas flussabwärts der größere Dappach.

## Geologie
Im Einzugsgebiet stehen Mittelkeuper-Schichten an, von den Oberen Bunten Mergeln (Mainhardt-Formation) auf der kleinen Hochfläche um Vorderlangert über den dort den größten Flächenanteil einnehmenden Kieselsandstein (Hassberge-Formation) und darunter die Unteren Bunten Mergel (Steigerwald-Formation) am steilen oberen Hangteil der Wörbelshalde, in denen der Bachlauf einsetzt. Tiefer folgt etwas Schilfsandstein (Stuttgart-Formation) und dann der Gipskeuper (Grabfeld-Formation), der noch im Wald einsetzt. In der Talmulde ist in den Gipskeuper Schwemmland eingelagert, das sich fast bis zur Mündung im schmalen Auenlehmband um die Rot erstreckt.
Eine von Südsüdost nach Nordnordwest streichende Störungslinien quert den obersten Bachlauf und versetzt beispielsweise am rechten Talsporn der Hochfläche Kieselsandstein zur Hochfläche zu gegen Oberen Bunten Mergeln zum Rottal zu, die Hochscholle liegt also im Westsüdwesten.

## Schutzgebiete
Das gesamte Einzugsgebiet liegt im Naturpark Schwäbisch-Fränkischer Wald.

### LUBW
Amtliche Online-Gewässerkarte mit passendem Ausschnitt und den hier benutzten Layern: Lauf und Einzugsgebiet des Wörbelbächles

Allgemeiner Einstieg ohne Voreinstellungen und Layer: Daten- und Kartendienst der Landesanstalt für Umwelt Baden-Württemberg (LUBW) (Hinweise)
1. 1 2 3  Höhe nach dem Höhenlinienbild auf dem Hintergrundlayer Topographische Karte.
2. ↑  Länge nach dem Layer Gewässernetz (AWGN).
3. ↑  Einzugsgebiet abgemessen auf dem Hintergrundlayer Topographische Karte.
4. ↑  Natur teilweise nach dem Layer Geschützte Biotope.
5. ↑  Schutzgebiet nach dem einschlägigen Layer.

### Andere Belege
1. ↑  Hansjörg Dongus: Geographische Landesaufnahme: Die naturräumlichen Einheiten auf Blatt 171 Göppingen. Bundesanstalt für Landeskunde, Bad Godesberg 1961. → Online-Karte (PDF; 4,3 MB)
2. ↑  Geologie nach den Layern zu Geologische Karte 1:50.000 auf: Mapserver des Landesamtes für Geologie, Rohstoffe und Bergbau (LGRB) (Hinweise)